# Notio Pilio
Notio Pilio (Grieks: Νότιο Πήλιο) is sedert 2011 een fusiegemeente (dimos) in de Griekse bestuurlijke regio (periferia) Thessalië.
De vier deelgemeenten (dimotiki enotita) van de fusiegemeente zijn:
- Afetes (Αφέτες)
- Argalasti (Αργαλαστή)
- Milies (Μηλιές)
- Sipiada (Σηπιάδα)
- Trikeri (Τρίκερι)